# نقابة الكتاب الأمريكية الغربية
نقابة الكتاب الأمريكية الغربية (بالإنجليزية: The Writers Guild of America, West)‏ واختصارًا: (بالإنجليزية: WGAW)‏؛ هي نقابة عمالية أمريكية، تمثل كُتّاب الأفلام، التلفزيون، الإذاعة ووسائل الإعلام الجديد. شُكّلت في العام 1954 من قبل خمس منظمات تمثل الكتاب، تتضمّن نقابة كُتّاب الشاشة (بالإنجليزية: The Screen Writers Guild)‏، ويقع مقرها في مدينة لوس أنجلس بولاية كاليفورنيا، ويرأسها الكاتب ديفيد إي غودمان (بالإنجليزية: David A. Goodman)‏. تضم النقابة حوالي 20,000 عضو، بينهم حوالي تسعة آلاف كاتب بعضوية كاملة وذلك حسب بيانات العام 2014.